# جميلة في زمن الحراك
جميلة في زمن الحراك  فيلم جزائري من إخراج عبد الرحمن حراث من صنف الفيلم الوثائقي القصير والذي عالج مشكلة اجتماعية لامرأة تعاني التشرد لكنها كانت من أبرز أعلام الحراك بمدينة عنابة .

## الموضوع
فيلم “جميلة في زمن الحراك” يحاكي يوميات عجوز تدعى جميلة وإسمها الحقيقي ديدي مبروكة تعيش دون مأوى في أزقة وشوارع المدينة القديمة في عنابة والتي وجدت في الحراك الشعبي المنطلق 22 فيفري 2019 بالجزائر متنفسا حقيقيا لتشفي غليلها من الظلم والاضطهاد الذي تعيشه.

## موقع التصوير
تم تصوير الفيلم الوثائقي ومدته 7 دقائق و5 ثواني في شوارع المدينة القديمة وفي قلب الحراك الشعبي الذي عرف مسيرات روتينية سلمية بساحة الثورة التي لا تبعد سوى بضع أمتار عن مأوى عراء جميلة.

## جوائز
- 2020 :الجائزة الأولى : مسابقة الجزيرة للفيلم الوثائفي القصير2020 .[4][5]
- 2021: أحسن فيلم روائي لأيام عنابة للفيلم القصير.[6]
- 2021: جائزة تنويه خاص بمهرجان الإسكندرية للفيلم القصير [7]
- 2022:أفضل وثائقي في المهرجان الدولي للأفلام القصير بالولايات المتحدة الأمريكية [8][9]
- 2022:العلفة الذهبية في مهرجان سيدي امحمد بن عودة الدولي للفيلم الوثائقي2022 [10]

## طالع إيضا
- مهرجان عنابة للفيلم المتوسطي.
- مهرجان الجزائر الدولي للسينما .